# رومان شنايدر
رومان شنايدر (بالفرنسية: Romain Schneider)‏ هو سياسي لوكسمبورغي، ولد في 15 أبريل 1962 في لوكسمبورغ. حزبياً، نشط في حزب العمال الاشتراكي في لوكسمبورغ (1981 – ). وقد انتخب نائب (يوليو 2004 – ) وانتخب mayor in Luxembourg ‏ Wiltz ‏ ( – 2009).